# Zeng Qinghong
Dans ce nom chinois, le nom de famille, Zeng, précède le nom personnel.
Pour les articles homonymes, voir Zeng.
Zeng Qinghong (曾庆红) fut vice-président de la République populaire de Chine de 2003 à 2008. Il devint membre du Politburo et membre du secrétariat du comité central du Parti communiste chinois durant le 16e congrès du parti en 2002.
Il est le numéro cinq du parti. Il est ingénieur depuis 1963, quand il passa ses études à l'Institut de la Technologie de Pékin.

## Ses débuts
Il est né à Ji'an, province du Jiangxi en juillet 1939. Il est le fils de Zeng Shan, un révolutionnaire et ancien ministre de l'intérieur. Zeng Qinghong est diplômé du « lycée » 101 de Pékin et du département de contrôle automatique de l'Institut de la Technologie de Pékin, en 1963. Comme les huit autres membres du comité permanent du 16e comité central du PCC, Zeng est un ingénieur, un spécialiste des systèmes de contrôle automatique. Il a adhéré au PCC en avril 1960.
Zeng commença sa carrière comme technicien dans l’industrie de défense à Pékin. Durant la Révolution culturelle, il fut envoyé sur des bases de l’APL dans le Hunan et le Guandong pour y faire des tâches manuelles. Zeng rejoignit en 1979 la commission d’état pour le développement et la réforme où il eut des postes de responsabilité dans le secteur pétrolier d’état.

## Ascension
En 1984, Zeng rejoignit le gouvernement municipal de Shanghai, où il devint un allié majeur du maire d’alors, Jiang Zemin. Quand Jiang accéda à la direction nationale à Pékin à la suite des manifestations de la place Tian'anmen en 1989, il conserva Zeng Qinghong à ses côtés comme conseiller.
Comme directeur du bureau général du comité central du PCC de 1989 à 1993, Zeng guida les premiers pas pékinois de Jiang, nouveau venu à la politique nationale, au travers des méandres des structures du parti, des militaires et des bureaucrates à Pékin. Il élargit le réseau de Jiang et devint son bras droit. Au travers des années 1990, Zeng consolida son emprises sur les organes du parti responsables de la nomination des cadres à des positions politiques importantes. En tant que responsable du département « organisation » du comité central du PCC de 1999-à 2002, il renforça la position de Jiang en assurant la promotion de ce qui s’est appelé la « clique de Shanghai » à des postes centraux ou régionaux. Il aida aussi Jiang à construire la philosophie politique des trois représentations.
Il acquit la réputation d’être « l’exécuteur » des rivaux de Jiang. En 1992 il aida à renvoyer les anciens et puissants généraux  Yang Shangkun et Yang Baibing, qui menaçaient l’autorité de Jiang au sein des militaires. Puis il utilisa une campagne anti-corruption pour orchestrer la chute de Chen Xitong, secrétaire du parti à Pékin et opposant à Jiang.
Le 20 juillet 1999, le régime de Jiang Zemin commença une répression contre la secte du Falun Gong. En janvier 2001, Zeng Qinghong expliqua durant une réunion du département de l’organisation du PCC que le parti communiste et tous ses départements à tous les niveaux devaient participer au combat contre le Falun Gong.

## Politique nationale
Il est membre du 15e puis du 16e et du 17e Politburo.
Après le 16e congrès du parti en 2002, il fut membre du comité central du Parti communiste chinois, membre du Politburo, le centre de décision du parti et aussi un membre du secrétariat du comité central du PCC.
Le 6 juin 2003, Zeng publia l’ordre de "ne pas jouer ou chanter l'Internationale au cours des meetings des membres du parti au niveau provincial ou local. Ceci fut considéré comme un pas de côté vis–à-vis de la doctrine communiste pour la Chine.
Bien que Jiang se retira du puissant Comité permanent du bureau politique du Parti communiste chinois pour laisser la place à une génération plus jeune conduite par Hu Jintao, Jiang a certainement continué d’exercer une influence profonde au travers de Zeng. Au travers des efforts de Zeng', six parmi les neuf nouveaux membres du comité permanent appartenaient à la clique de Shanghai(Zeng, Wu Bangguo, Jia Qinglin, Huang Ju, Wu Guanzheng et Li Changchun).
À mesure que Jiang Zemin atteignait la fin de son mandat, beaucoup spéculaient que Jiang préférait Zeng Qinghong plutôt que Hu Jintao comme successeur. Maist Hu devint le successeur de Jiang, et Zeng devint le Vice-président en mars 2003. Au cours de l’épidémie du SARS, Hu Jintao et Wen Jiabao prirent une position assurée tandis que Zeng et d’autres fidèles de Jiang se faisaient plus discrets. Zeng était aussi supposé remplacer Hu comme vice-président de la Commission militaire centrale (RPC) lors de la démission de Jiang du poste de président en faveur de Hu. Cependant lorsque Jiang démissionna le 19 septembre 2004, Xu Caihou remplaça Hu au lieu de Zeng.
En août 2007, Zeng conduit une délégation d’officiels aux cérémonies de la célébration du soixantième anniversaire de la création de la région autonome de Mongolie-Intérieure.
Le 21 octobre 2007, le vice-président Zeng Qinghong ne figurait pas parmi les quelque 200 membres du nouveau Comité central à l'issue du 17e Congrès du parti communiste chinois. Cette exclusion renforce le pouvoir de Hu Jintao, Zeng étant un fidèle de Jiang Zemin.
En 2008, Xi Jinping lui succéda au poste de vice-président.

## Famille
Son père Zeng Shan, ancien vétéran de l'APL, vice maire de Shangaï dès 1949, est ministre de l'intérieur en 1960. Son fils Zeng Wei est un homme d'affaires.